# Henri-Théodore Driollet
Henri-Théodore Driollet (né le 23 janvier 1805 à Paris et mort le 12 novembre 1863 à Nantes), dont le nom est parfois présenté sous la forme Henri Driollet, est un architecte français, nommé architecte voyer de la ville de Nantes en 1837.

## Biographie
Henri-Théodore Driollet est né à Paris le 23 janvier 1805.
Après avoir étudié à l'école des beaux-arts de Paris, où il est élève de Louis Destouches, puis de Félix Duban, il obtient la deuxième place du grand prix de Rome en 1834.
Venu à Nantes pour réaliser des travaux dans l'hôpital Saint-Jacques, il est nommé architecte du diocèse de Nantes en 1837, mais il doit aussitôt être remplacé, puisque la mairie de Nantes lui confie la charge d'architecte voyer de la ville. En 1841, il est nommé membre de la commission départementales des bâtiments civils, et est membre fondateur de la Société centrale des architectes. En 1843, il devient architecte-voyer en chef, et peut exercer parallèlement une activité d'architecte pour une clientèle privée. En 1846, il est membre fondateur de la Société des architectes de Nantes.
Il développe une capacité à organiser les festivités officielles : en 1825, il participe à la décoration de la cathédrale de Reims pour le sacre de Charles X ; en 1849 il organise les festivités accompagnant la visite du président de la République à Nantes ; en 1851, il met en scène la cérémonie d'inauguration de la ligne de chemin de fer d'Angers à Nantes ; en 1861 il organise une fête de nuit pour l'inauguration du jardin des plantes.
Il meurt le 12 novembre 1863, et est inhumé au cimetière de La Bouteillerie.

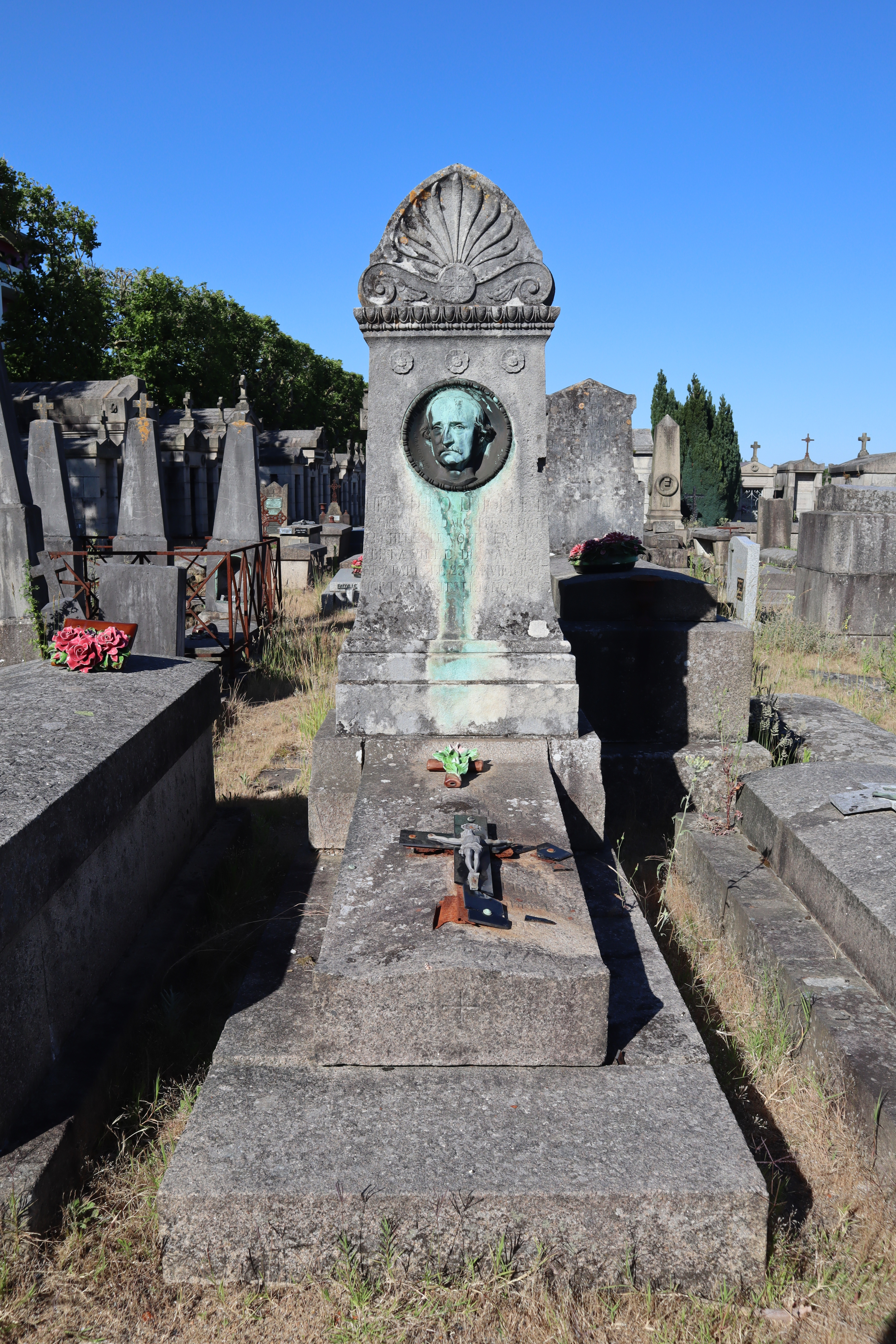
Tombe d'Henry-Théodore Driollet au Cimetière La Bouteillerie.

## Principales réalisations

### Œuvres architecturales
- Aménagement de l'hôpital Saint-Jacques de Nantes (1834, après la construction par Louis-Prudent et Constant Douillard)
- Serre du jardin des plantes de Nantes (1843)
- Aménagement des alentours de l'église Sainte-Anne, dont un escalier monumental (1851)
- Poissonnerie de l'île Feydeau (1851, détruite en 1940)
- Temple protestant de la place de l'Édit-de-Nantes (1855, détruit lors des bombardements des 16 et 23 septembre 1943)
- Beffroi de l'église Sainte-Croix de Nantes
- Plan d'alignement de la place Saint-Pierre (Nantes)
- Percement de la rue de Strasbourg de Nantes
- Fontaine de la place Royale (plans entre 1849 et 1861 ; la fontaine est inaugurée en 1865, deux ans après la mort de Driollet)
- Presbytère de la basilique Saint-Nicolas de Nantes (classé au titre des monuments historiques)
- Piédestal de la statue de Cambronne, dans le cours Cambronne à Nantes
- Divers tombeaux des cimetières nantais
- Les bains et lavoirs publics de Nantes
- Restauration du musée des beaux-arts de Nantes

### Écrits
- Étude pratique sur la possibilité d'arriver promptement à l'amélioration des logements d'ouvriers et d'indigents et son application à la ville de Nantes, 1850.
- Plan de la ville de Nantes (1860).

## Hommages et classements
Une rue de Nantes porte le nom « rue Henri-Théodore-Driollet ».